# Trinidad Express
Trinidad Express est un quotidien publié à Trinité-et-Tobago, et le deuxième plus ancien des trois quotidiens publiés sur l'île. Le journal, édité par Caribbean Communications Network (CCN), a son siège de rédaction à Port-d'Espagne et paraît depuis 1967.

## Format et tirage
Le Daily Express paraît tous les jours du lundi au samedi ; le dimanche, il comprend l'édition spéciale Sunday Express. Deux formats spéciaux spécifiques à un groupe cible sont l'Express Woman, qui paraît le dimanche, et l'Express Business, qui paraît le mercredi. En 1990, le Daily Express est tiré à 60 000 exemplaires et le Sunday Express à 72 000 exemplaires. En 2002, le Daily Express est tiré à 75 000 exemplaires. La rédactrice en chef des formats Express est Omatie Lyder depuis 2011.

## Histoire
Le Trinidad Express est fondé en 1967 par un groupe de journalistes qui voulaient opposer un quotidien purement local au Trinidad Guardian, dominé par les Britanniques et fondé à l'époque coloniale. Les journalistes avaient auparavant travaillé pour le bureau trinidadien du Daily Mirror, qui a été fermé en 1967. La fondation est financée par Vernon Charles, alors propriétaire de Joseph Charles Bottling Works Ltd., et par le constitutionnaliste et ancien membre du Parlement Tajmool Hosein, qui avait participé à la rédaction de la Constitution de Trinité en 1962. Le premier numéro paraît le 6 juin 1967. Moins de deux ans plus tard, le journal est en faillite, mais peut installer en février 1969 un réorganisateur expérimenté, Ken Gordon, au poste de PDG, qui sauve l'Express de la fermeture. En 1970, l'Express survit à un boycott publicitaire provoqué par l'attitude du journal envers le mouvement Black Power, jugé trop mou par une partie de l'économie. Dans les années 1970, l'Express réalise des bénéfices importants et prend des participations dans d'autres entreprises de presse des Caraïbes. Plus tard, Gordon crée Caribbean Communications Network (CCN) en tant que holding pour l'Express et ses participations. Depuis 1980, le journal décerne l'Express Individual of the Year Award pour récompenser les réalisations individuelles de personnes ou d'organisations. Entre 1990 et 1992, l'Express organise la semaine de la mode Colour Me Caribbean, la première à Trinité, à l'initiative de la rédactrice Rosemary Stone, alors seule journaliste de mode des Caraïbes. En 1997, le journal installe un site en ligne qui, en 2016, attire environ 140. 
En août 2015, l'Express est le seul quotidien trinidadien à installer un paywall sur son offre en ligne, ce qui suscite des critiques dans d'autres médias,. En 2016, le journal perd un procès contre le PDG d'une société immobilière et doit lui verser 550 000 TT$ de dédommagement pour diffamation dans deux articles.